# Trenzano
Trenzano (lombardul: Trensà) település Olaszországban, Lombardia régióban, Brescia megyében. Lakosainak száma 5476 fő (2023. január 1.). Trenzano Berlingo, Brandico, Comezzano-Cizzago, Corzano, Rovato, Castrezzato és Maclodio községekkel határos.

## Történelme
A feljegyzések szerint Trenzano települést 1392-ben alapították községként. Számos artézi forrást azonban már használtak a római antikvitásban. Cossirano 1928 óta a közösség részét képezi. 

## Népesség
A település lakossága az elmúlt években az alábbi módon változott:
| Lakosok száma | 5360 | 5398 | 5476 |
|               | 2017 | 2018 | 2023 |

## Közlekedés
A vasútállomás 1932 és 1956 között működött.